# Odéon (métro de Paris)
Pour les articles homonymes, voir Odéon.
Odéon est une station des lignes 4 et 10 du métro de Paris, située dans le 6e arrondissement de Paris.

## Situation
La station est implantée au sud du quartier de la Monnaie, à sa limite administrative avec le quartier de l'Odéon. Elle se trouve sous le boulevard Saint-Germain aux abords de la place Henri-Mondor, dans le Quartier latin. Les quais, disposés parallèlement et de façon semi-alignée, sont établis :
- sur la ligne 4, le long de la place entre le carrefour de l'Odéon et la rue Danton ;
- sur la ligne 10, plus à l'est entre cette dernière voie et la rue Hautefeuille.

Le point d'arrêt de la ligne 4 s'intercale entre les stations Saint-Michel et Saint-Germain-des-Prés, tandis que celui de la ligne 10 est encadré par les stations Mabillon et Cluny - La Sorbonne.
Entre les deux points d'arrêt, la ligne 10 franchit au niveau supérieur la ligne 4 au moyen d'un ouvrage métallique en treillis. En outre, un raccordement relie la voie de la ligne 4 pour Porte de Clignancourt à celle de la ligne 10 pour Gare d'Austerlitz. Se détachant en talon en aval de la station, il s'effectue d'abord par une voie en impasse derrière le quai sud de la ligne 4, imposant un rebroussement, puis passe sous les quais de la ligne 10 pour ensuite se placer entre ses deux voies, franchissant la station Cluny - La Sorbonne avant de se raccorder en pointe à l'entrée de la station Maubert - Mutualité.

## Histoire

### Mises en service
La station est ouverte le 9 janvier 1910 avec la mise en service du tronçon entre Châtelet et Raspail de la ligne 4, lequel assure la jonction des sections nord et sud existantes de la ligne, permettant aux rames de poursuivre jusqu'à Porte de Clignancourt au nord et Porte d'Orléans au sud.
La station fait partie des multiples points d'arrêt de la ligne 4 qui se retrouvent inondés lors de la crue de la Seine de 1910, laquelle entraîne l'interruption du trafic durant plusieurs semaines.
Le 14 février 1926, la station de la ligne 10 est ouverte à son tour avec l'inauguration du prolongement de cette dernière depuis le terminus provisoire de Mabillon. Elle en constitue alors le terminus oriental (depuis Invalides) jusqu'au 15 février 1930, date à laquelle la ligne est de nouveau prolongée jusqu'à Place d'Italie (cette dernière extension étant partiellement cédée à la ligne 7 l'année suivante).

### Origine du nom
La station doit sa dénomination à sa proximité avec le carrefour de l'Odéon, aménagé au nord du quartier éponyme et de la rue du même nom, cette dernière voie conduisant au fronton du théâtre de l'Odéon, dont le toponyme fait référence aux odéons de la Grèce antique.

### Modernisations
Au milieu des années 1960, les quais de la ligne 4 sont rallongés de 75 à 90 mètres, comme ceux de l'essentiel des stations de la ligne précitée en prévision sa conversion au roulement pneumatique, réalisée en l'espace d'une année, entre les mois d'octobre 1966 et 1967. Cette opération vise à permettre l'accueil de nouvelles rames MP 59 dotées de six voitures, contre cinq pour l'ancien matériel Sprague-Thomson à roulement fer classique, ceci afin d'augmenter le débit de la ligne pour faire face aux importantes surcharges chroniques apparues après la Seconde Guerre mondiale
En parallèle, ses quais bénéficient d'une première modernisation par la mise en place d'un carrossage métallique sur les piédroits, doté de montants horizontaux de couleur vert d'eau et de cadres publicitaires dorés, éclairés par le haut. Ce modèle d'aménagement est alors largement déployé sur le réseau en tant que moyen de rénover les stations rapidement et à moindre coût.
Compte tenu des difficultés de maintenance des maçonneries induites par ce type d'aménagement, le point d'arrêt de la ligne 10 opte pour un revêtement granuleux de couleur rose, associé à quelques éléments de carrossage dont le lambris métallique supérieur et des panneaux rétro-éclairés indiquant le nom de la station. Cet aménagement masque alors les faïences biseautées d'origine dans le style d'entre-deux-guerres de l'ex-CMP sur les quais, décoration caractérisée par des cadres publicitaires de couleur miel à motifs végétaux et le nom de la station incorporé dans la céramique murale.
Ce traitement sans lendemain laisse place à une décoration de style « Ouï-dire » après 1988, de couleur jaune en l'occurrence avec le remplacement des faïences biseautées d'origine par du carrelage blanc plat. Dans les années 1990 également, le carrossage des quais de la ligne 4 voit quant à lui ses lambris métalliques repeints en orange et ses bancs d'origines remplacés par des sièges de style « Motte » jaunes, lesquels rompent ainsi l'uniformité colorimétrique de la décoration. Les montants horizontaux sont repeints une seconde fois entre 2006 et 2008, de même que les cadres publicitaires dorés, cette fois-ci en jaune afin de s'harmoniser avec la teinte des assises.
Dans le cadre du programme « Un métro + beau » de la RATP, les couloirs de la station ainsi que les quais de la ligne 4 sont entièrement rénovés le 3 septembre 2010, ce qui entraîne le retrait définitif du carrossage de ces derniers, rehaussés pour l'occasion, au profit d'un renouvellement du carrelage blanc biseauté d'origine. Depuis 2017, une modernisation partielle des mêmes quais est à nouveau menée dans le cadre de l'automatisation de la ligne 4, incluant l'installation de portes palières de juillet à août 2019 et l'ajout de nouveaux bandeaux d'éclairage en 2023.
La même année, les sièges « Motte » et banquettes « assis-debout » jaunes sur les quais de la ligne 10 sont remplacés par des assises « Akiko » contemporaines, de couleur jaune également afin de s'harmoniser avec la teinte dominante de la décoration « Ouï-dire ».

Anciens aménagements des quais de la ligne 4
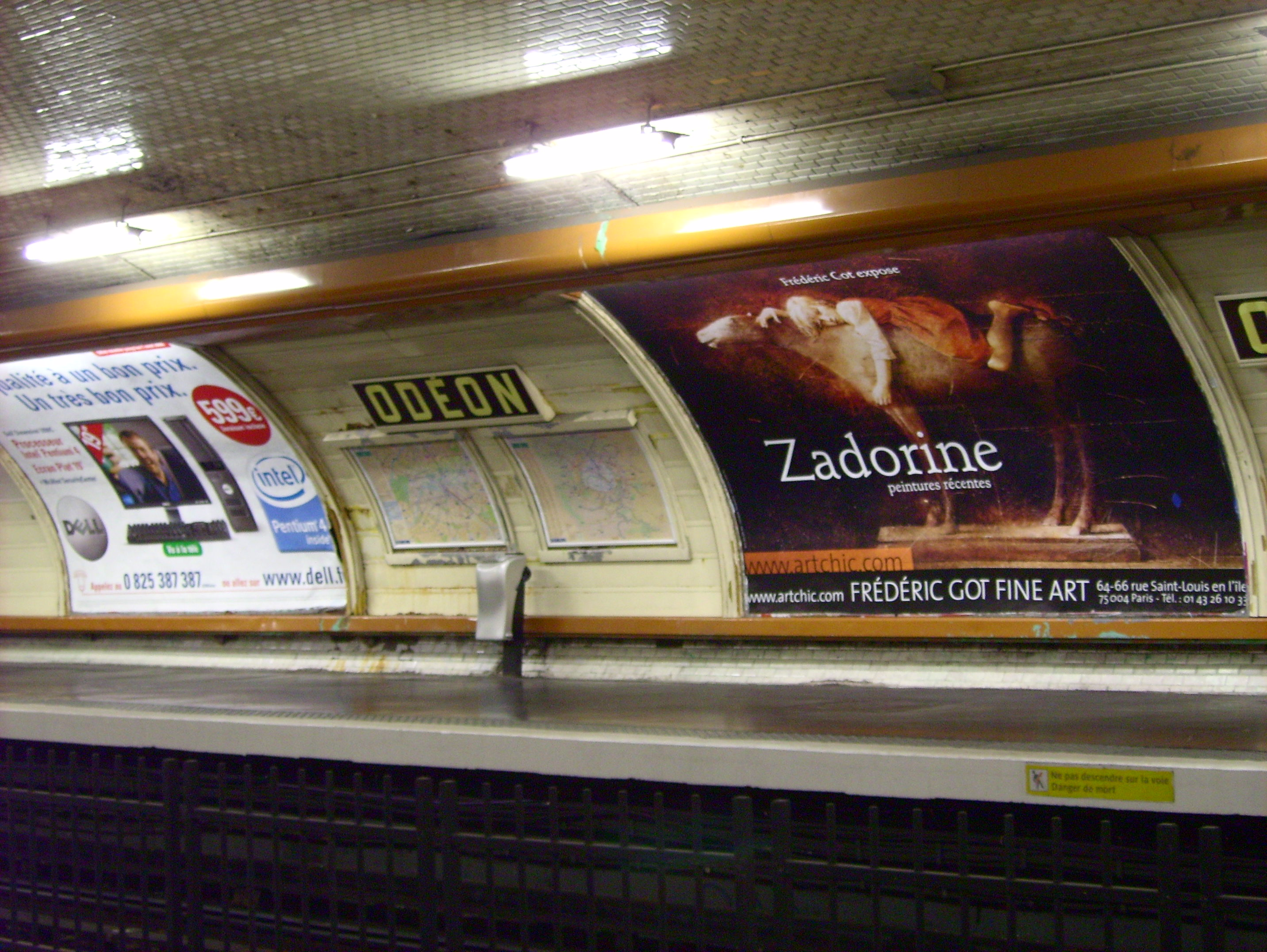
Le carrossage encore peint en orange, en 2006.
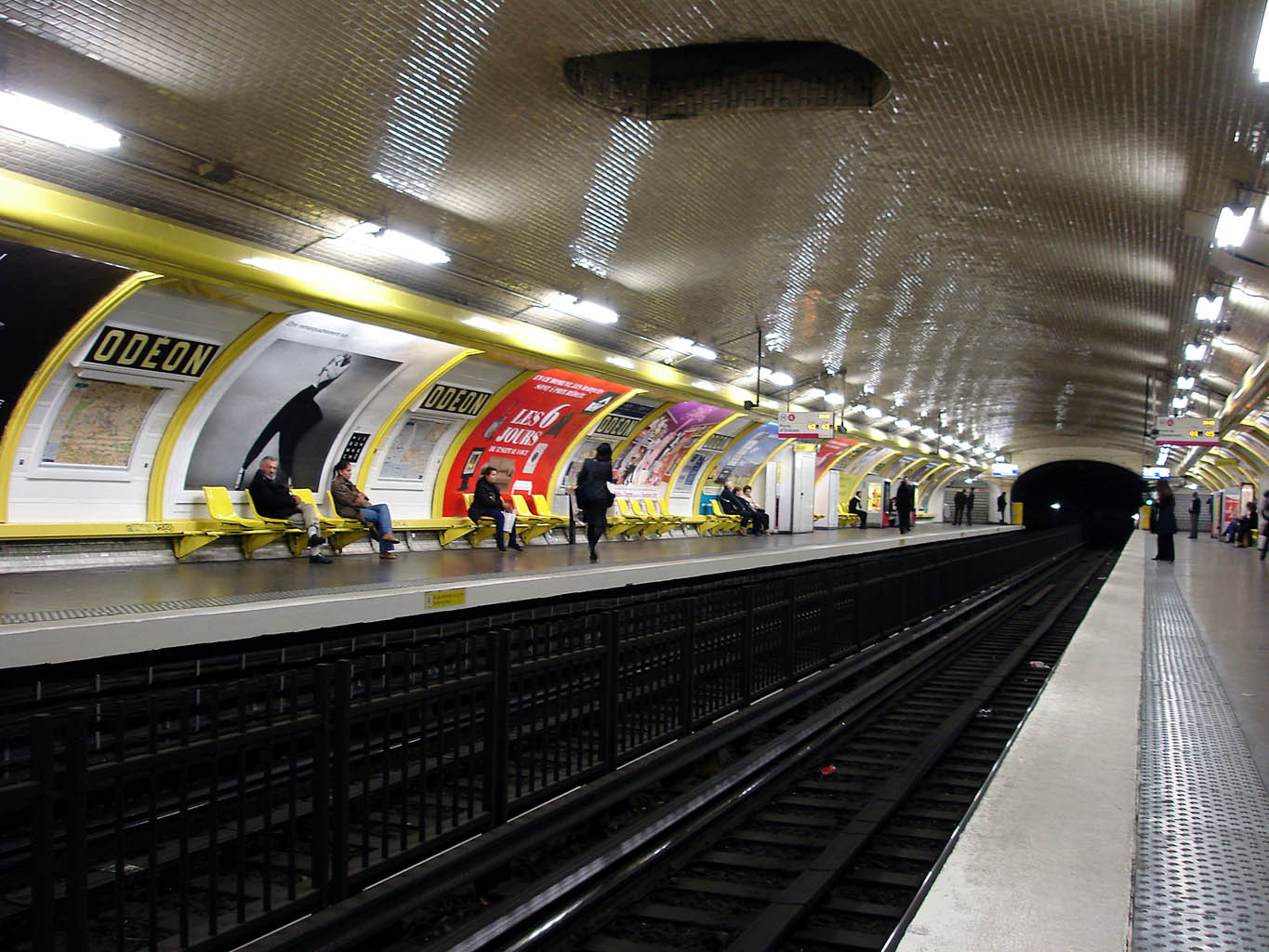
Le même carrossage repeint en jaune, en 2008.
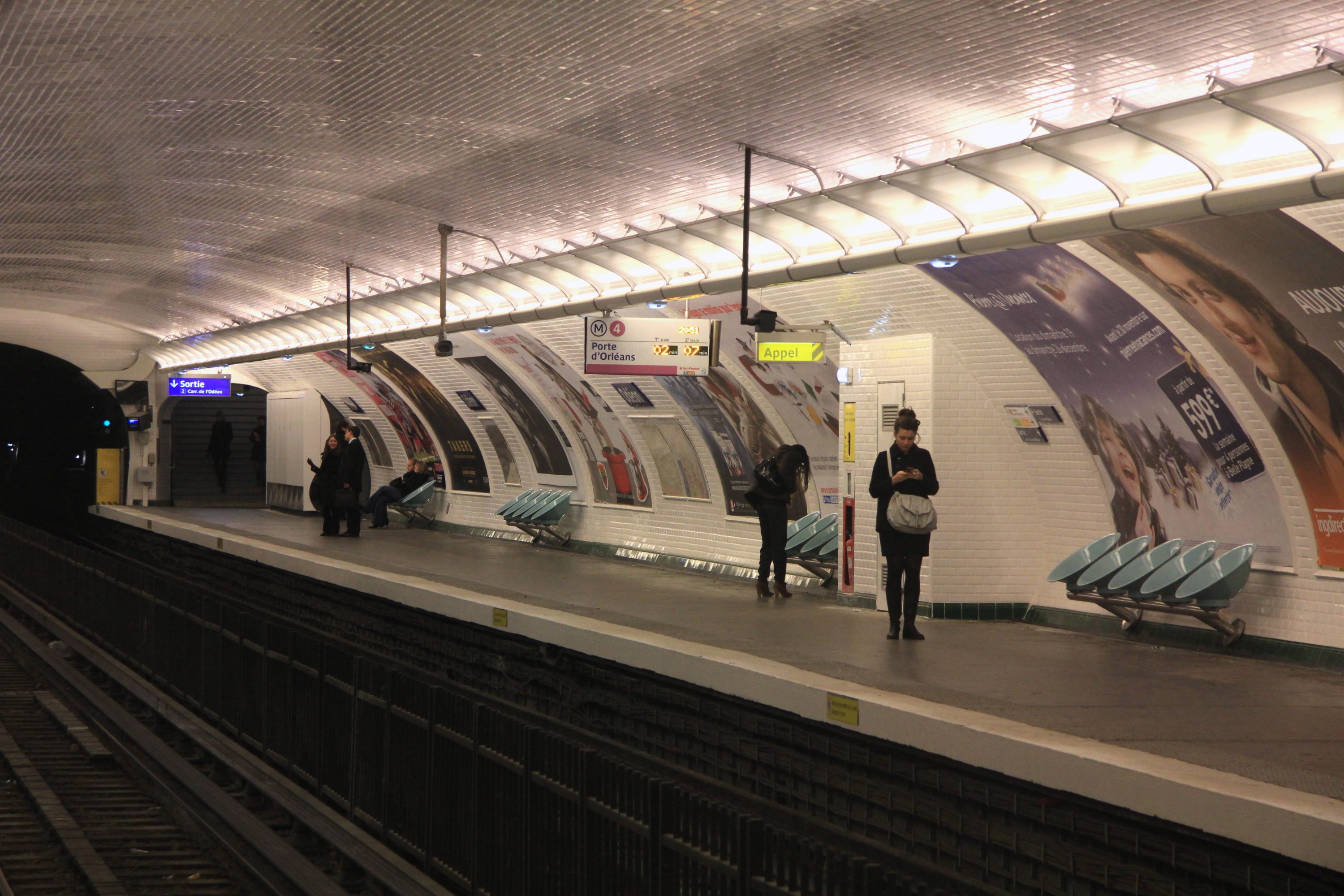
Vue d'un quai en 2011 après la rénovation intégrale.

### Fréquentation
Selon les estimations de la RATP, la station a vu entrer 5 600 764 voyageurs en 2019, ce qui la place à la 70e position des stations du métro de Paris pour sa fréquentation. En 2020, avec la crise du Covid-19, son trafic annuel tombe à 2 412 888 voyageurs, la reléguant alors au 91e rang, avant de remonter progressivement en 2021 avec 3 478 491 entrants comptabilisés, ce qui la classe à la 80e position des stations du réseau pour sa fréquentation cette année-là.

## Services aux voyageurs

### Accès
La station dispose de quatre accès répartis en cinq bouches de métro :
- l'accès no 1 « Rue de l'École-de-Médecine » comprenant deux trémies situées sur le terre-plein la place Henri-Mondor face au no 93 du boulevard Saint-Germain, l'une constituée d'un escalier fixe et l'autre dotée d'un escalier mécanique montant débouchant face à la statue de Danton ;
- l'accès no 2 « Carrefour de l'Odéon », constitué d'un escalier fixe, se trouvant à l'extrémité occidentale de la place, au droit du carrefour précité ;
- l'accès no 3 « Rue Danton », également constitué d'un escalier fixe, se situant face au no 108 du boulevard Saint-Germain ;
- l'accès no 4 « Boulevard Saint-Michel », constituée d'un escalier fixe, débouchant au droit du no 110 du boulevard Saint-Germain.

L'ensemble des trémies d'escaliers fixes sont agrémentées de balustrades en fer forgé dans le style Dervaux des années 1930, celle de l'accès no 1 étant également assortie d'un des rares candélabres Val d'Osne du métro de Paris. L'escalier mécanique rattaché à ce même accès est quant à lui doté d'un entourage alliant un socle en pierre de taille et une balustrade en acier peint en vert, d'un modèle apparu après la Seconde Guerre mondiale.

Accès à la station
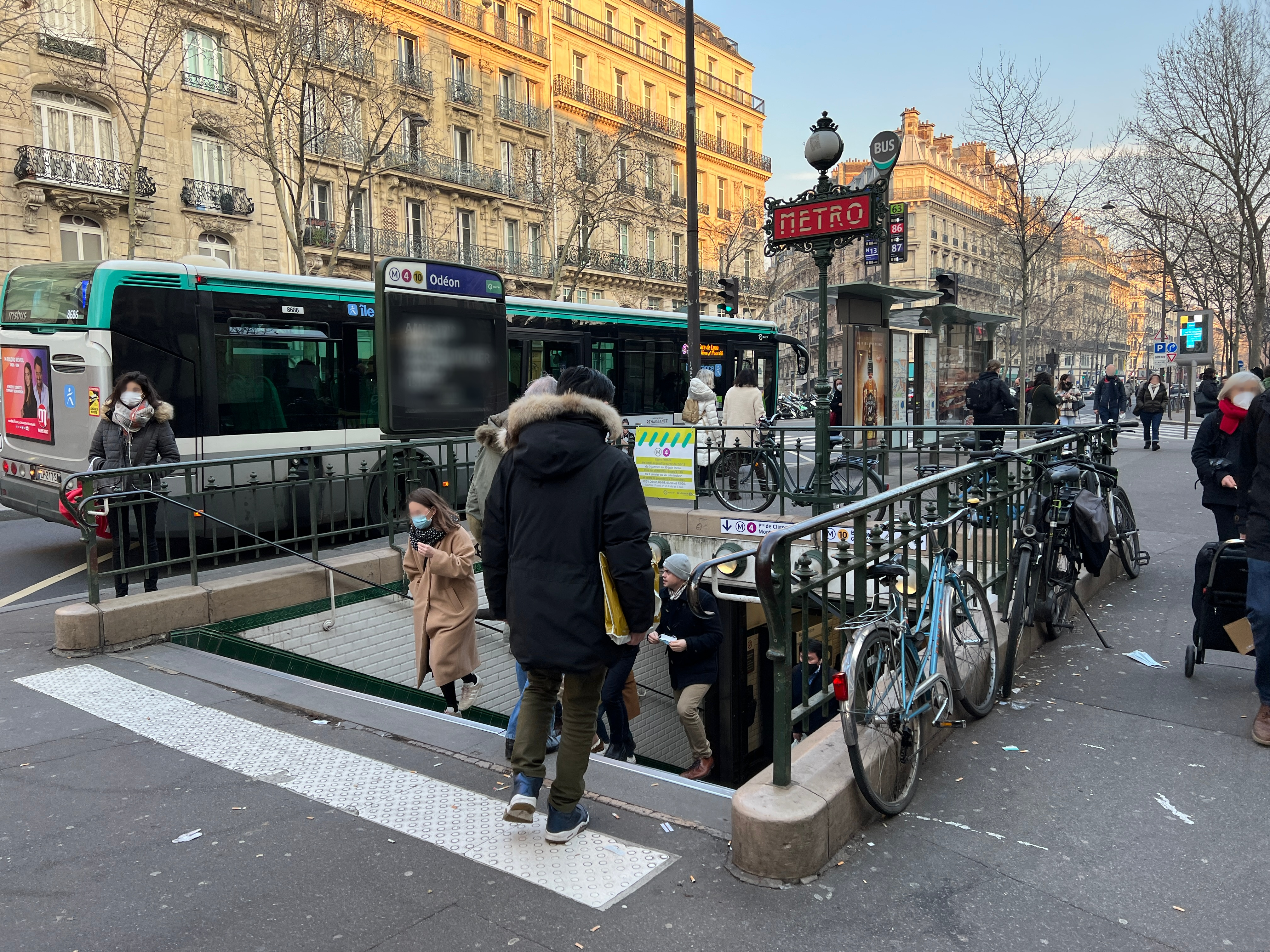
L'accès no 1, « Rue de l'École-de-Médecine ».
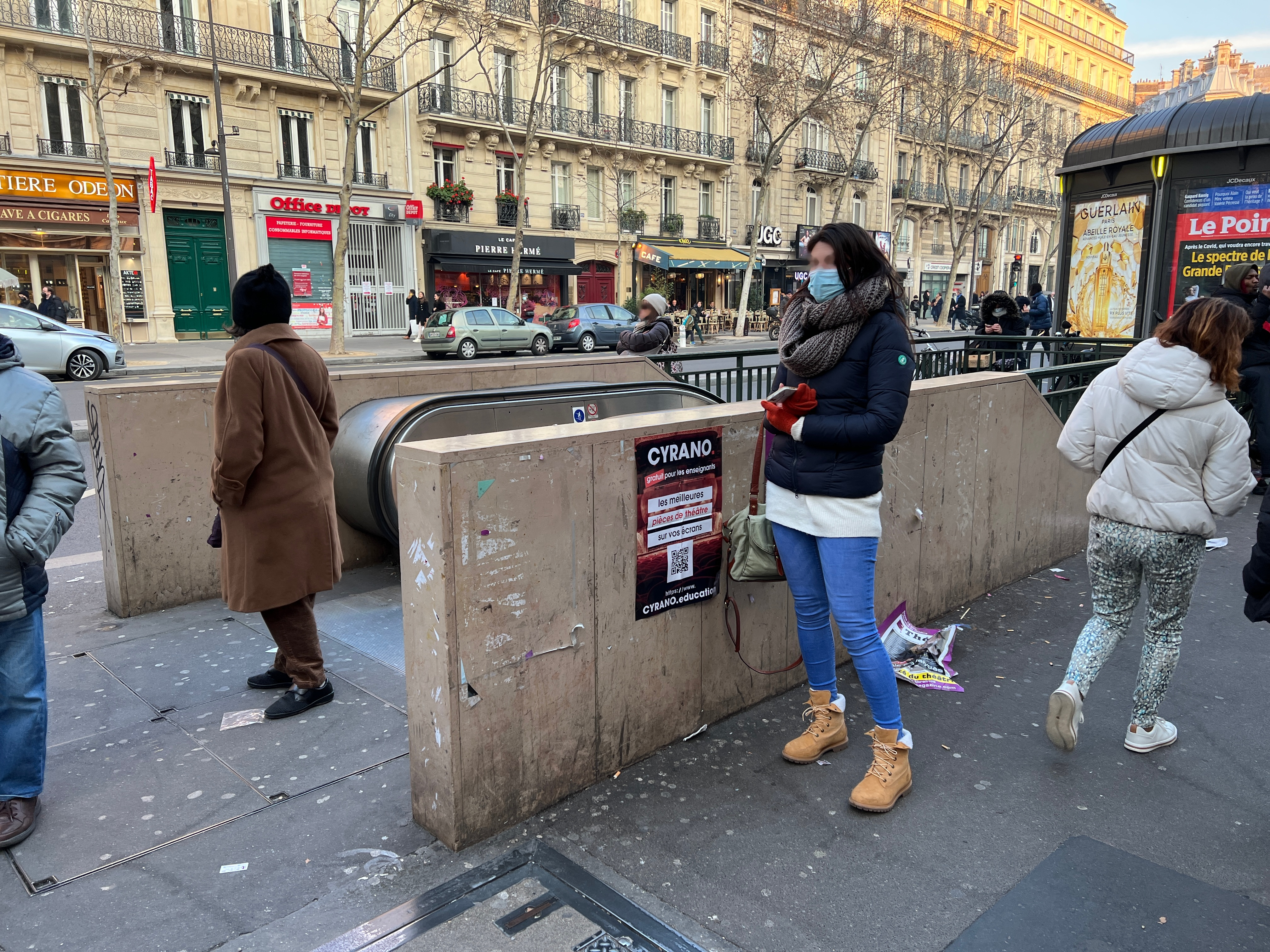
L'escalier mécanique rattaché à l'accès no 1.
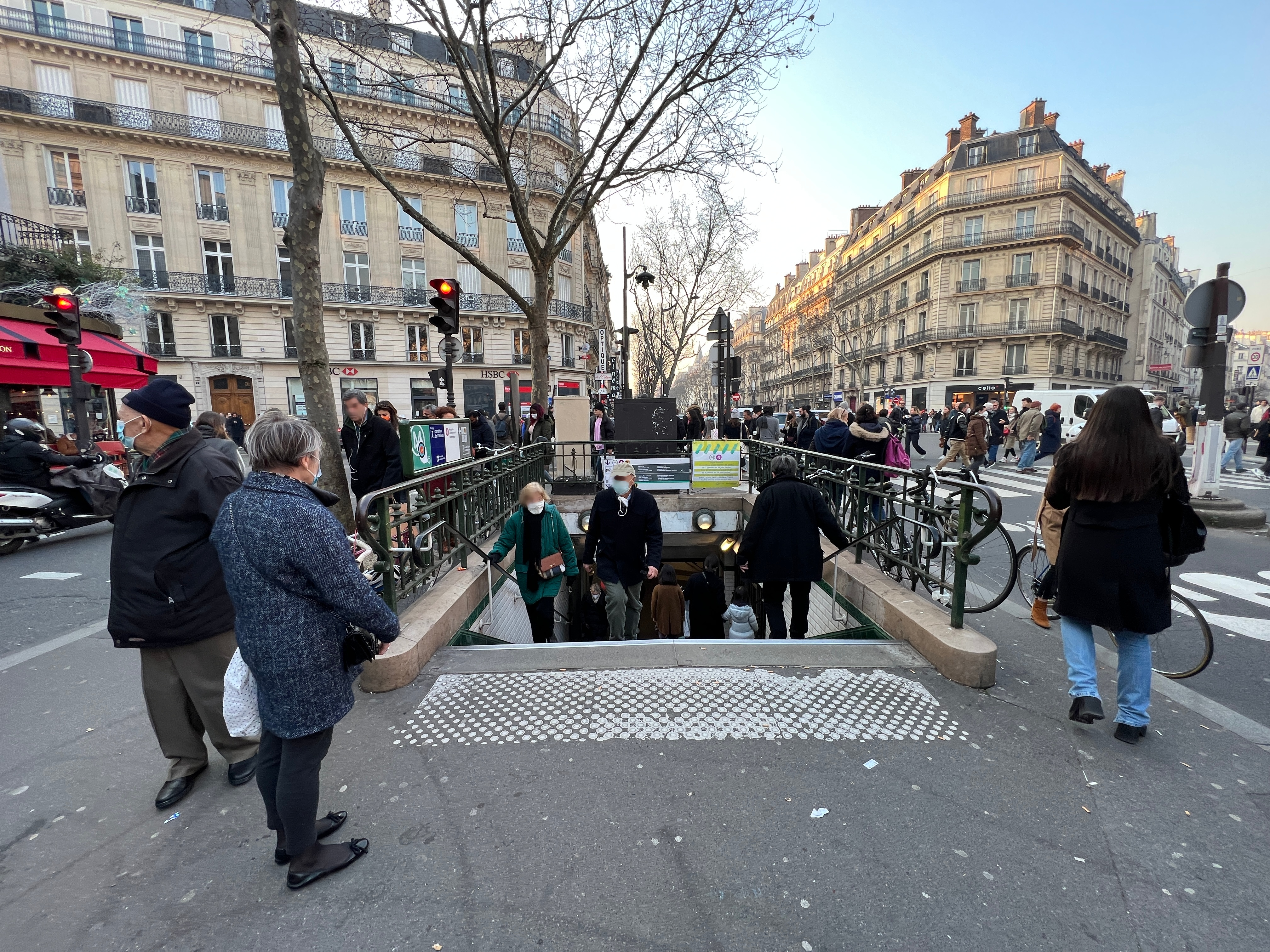
L'accès no 2, « Carrefour de l'Odéon ».
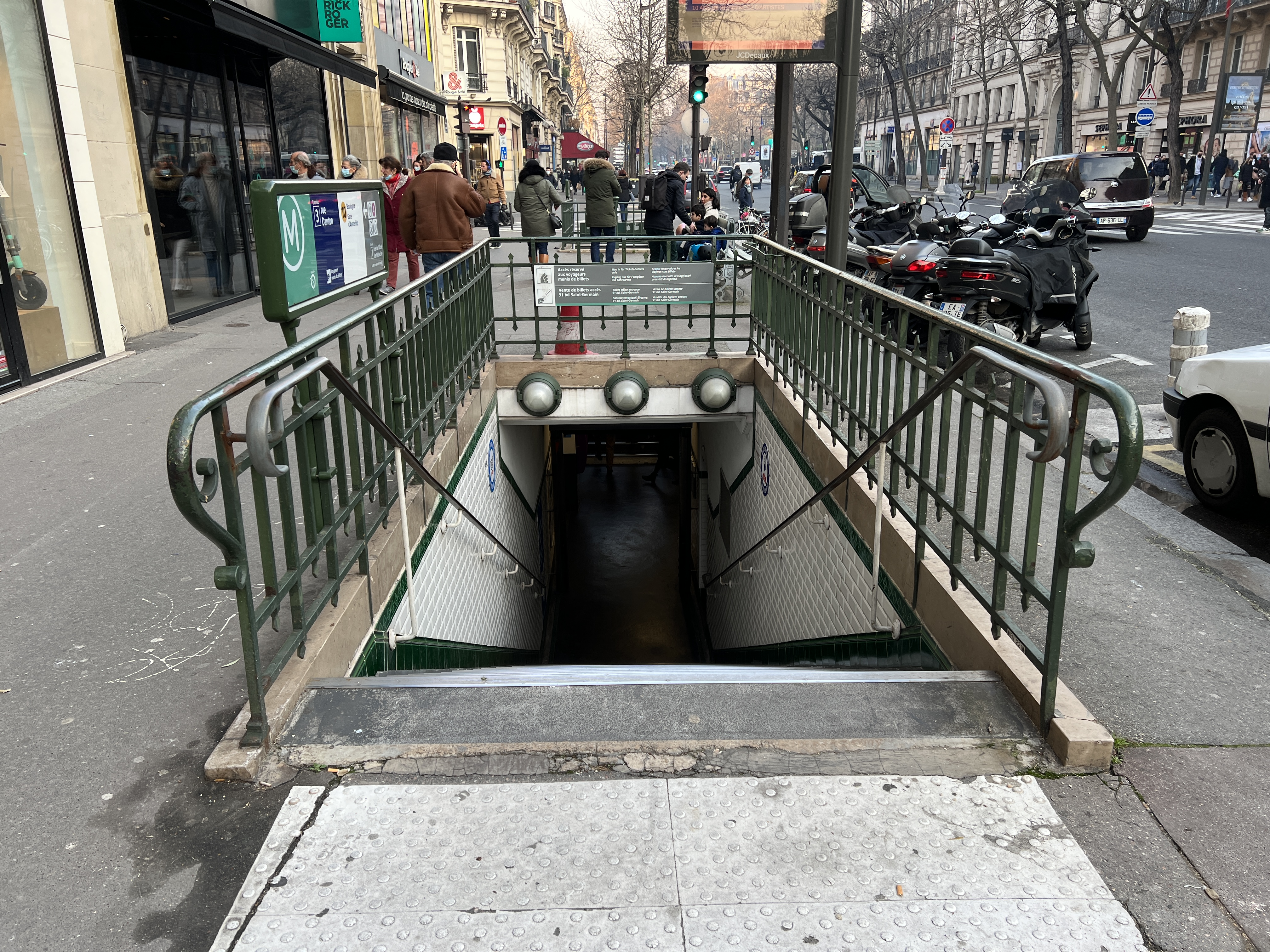
L'accès no 3, « Rue Danton ».
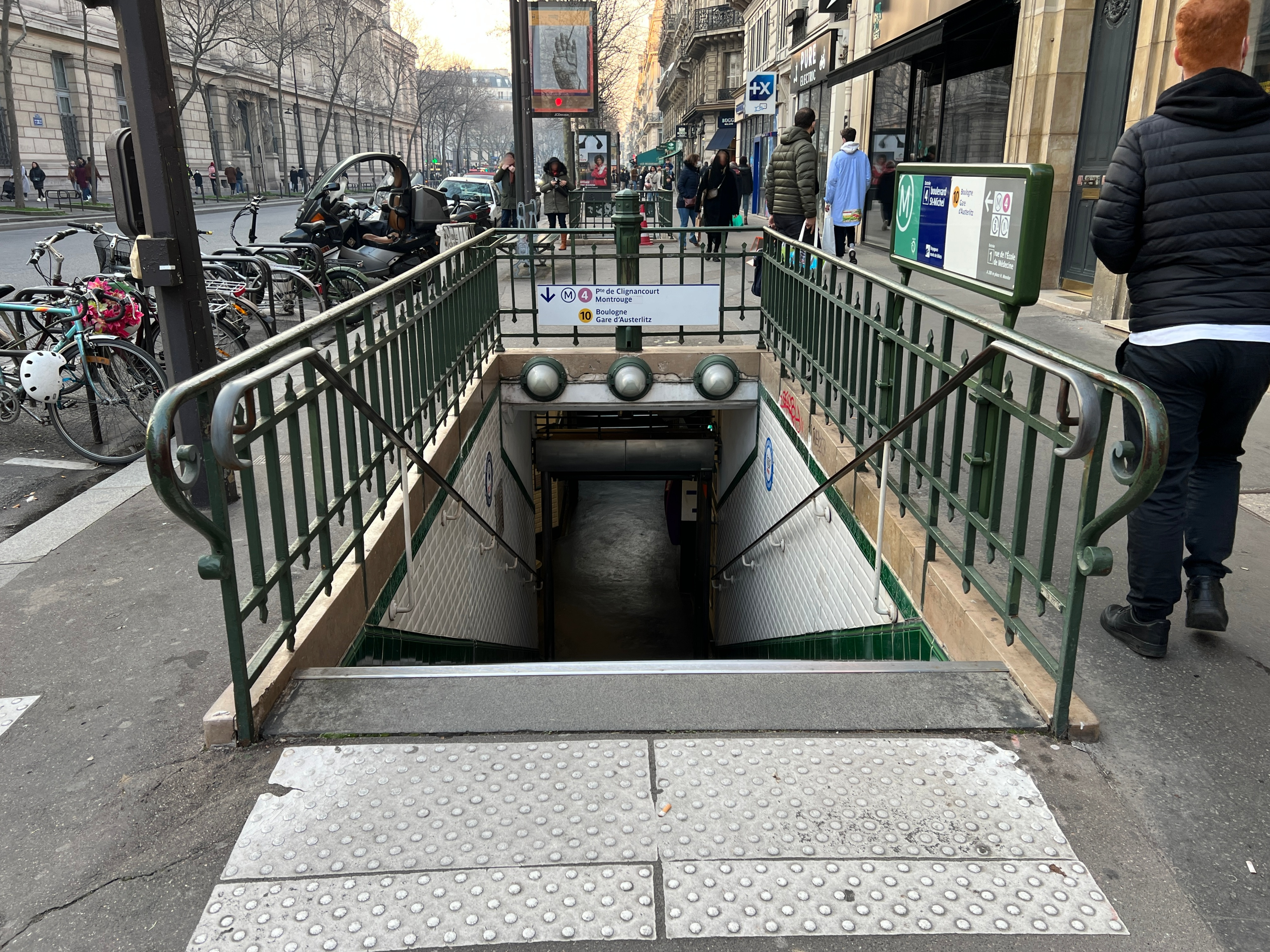
L'accès no 4, « Boulevard Saint-Michel ».

Seule l'entrée no 1 débouche sur le hall d'accueil de la station et donne directement accès aux deux lignes de métro. L'accès no 2 est relié uniquement aux quais de la ligne 4, tandis que les deux autres bouches d'accès de la station mènent aux quais de la ligne 10.

### Quais
Les quais des deux lignes sont de configuration standard pour le métro de Paris : au nombre de deux par point d'arrêt, ils sont séparés par les voies du métro situées au centre et la voûte est elliptique. Ceux de la ligne 4 ont été rallongés à 90 mètres dans le cadre de la conversion de celle-ci au roulement pneumatique dans les années 1960, tandis que ceux de la ligne 10 sont d'une longueur plus conventionnelle de 75 mètres.
Sur la ligne 4, la décoration est du style utilisé pour la rénovation de ses stations dans le cadre de son automatisation intégrale, dont la réalisation s'est achevée en décembre 2023. Ainsi, les bandeaux d'éclairage indirect sont blancs et spécifiques à cette ligne, tandis que des « coins salons » sont aménagés face aux intercirculations des rames : ils comportent des sièges « Akiko » de teinte beige, disposés au droit d'un panneau métallique monochrome de couleur rouge en l'occurrence, lequel intègre une plaque émaillée sur laquelle le nom de la station est inscrit en police de caractères Parisine avec un lettrage rétro-éclairé. Les carreaux en céramique blancs biseautés recouvrent les piédroits, la voûte ainsi que les tympans. Les quais sont carrelés en deux tons de gris (anthracite sur l'essentiel de leur longueur et en gris plus clair au droit des espaces d'attente) et comportent des portes palières intégrales depuis août 2019 (incorporant des écrans SIEL) afin de prévenir les risques de chutes de voyageurs sur les voies. Chaque piédroit comporte également quelques écrans publicitaires inclinés, en remplacement des traditionnelles affiches en papier.

Quais de la ligne 4
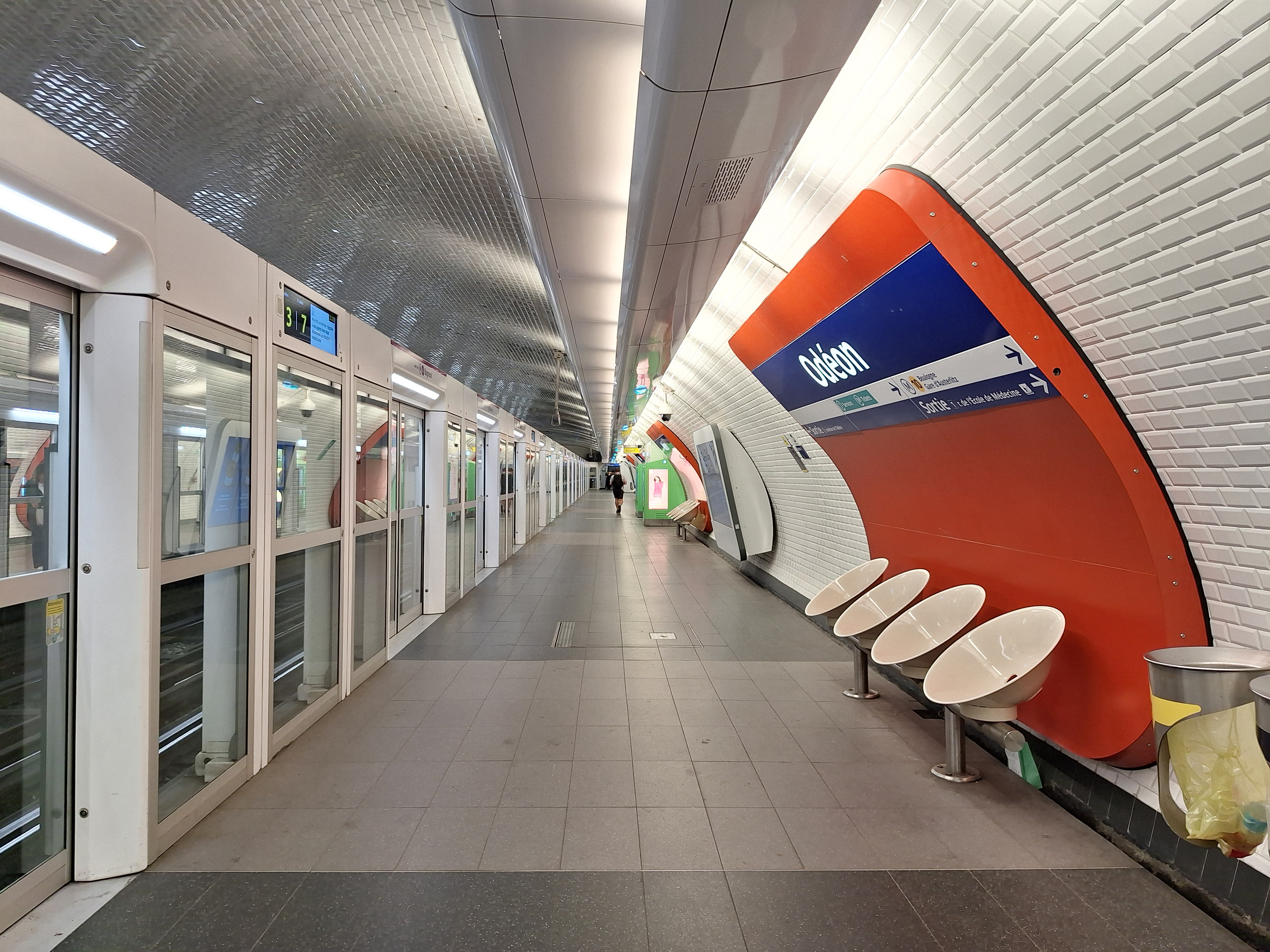
Vue du quai en direction de Bagneux - Lucie Aubrac.
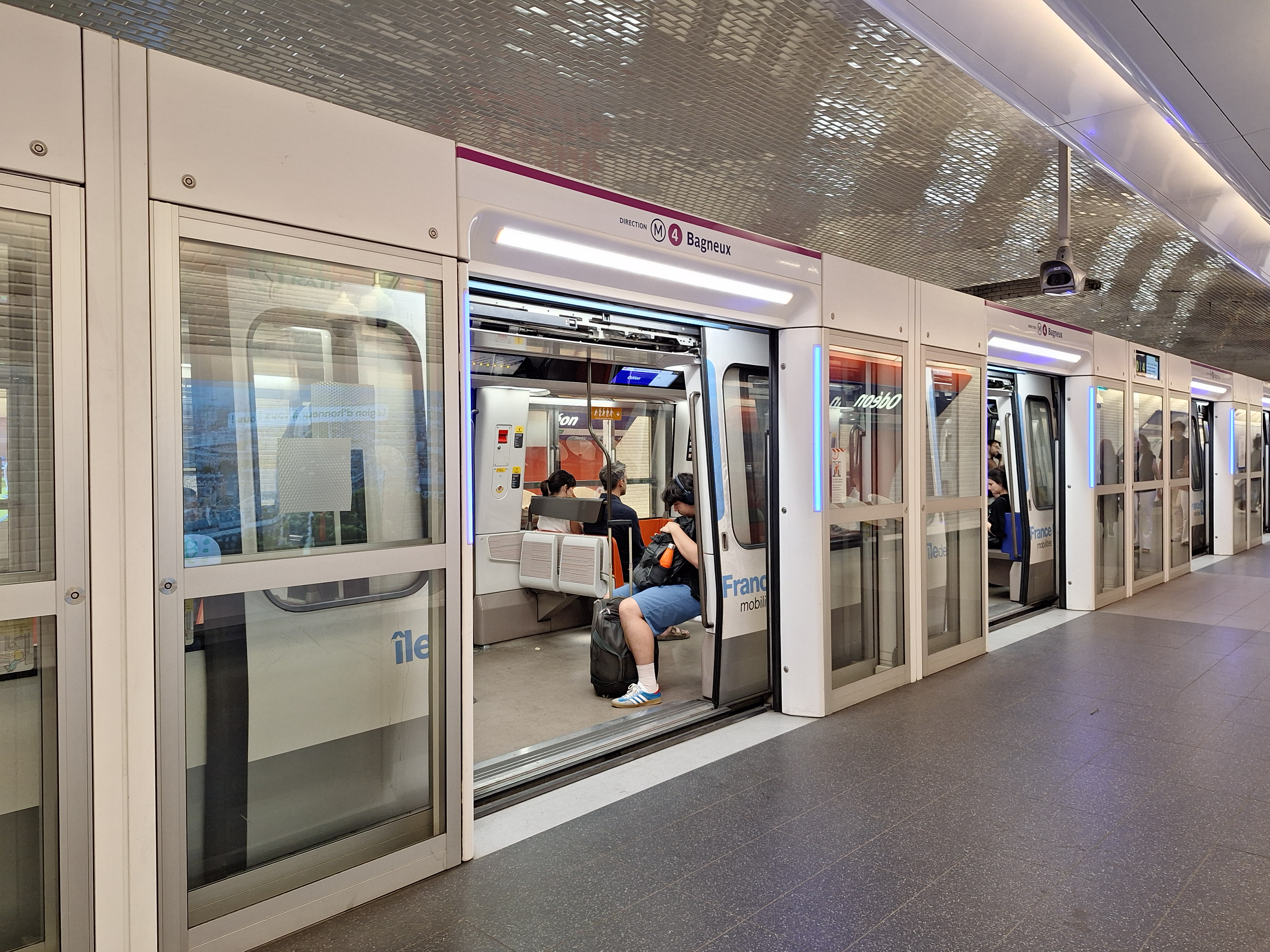
Arrêt d'une rame MP 14 CA en direction de Bagneux.
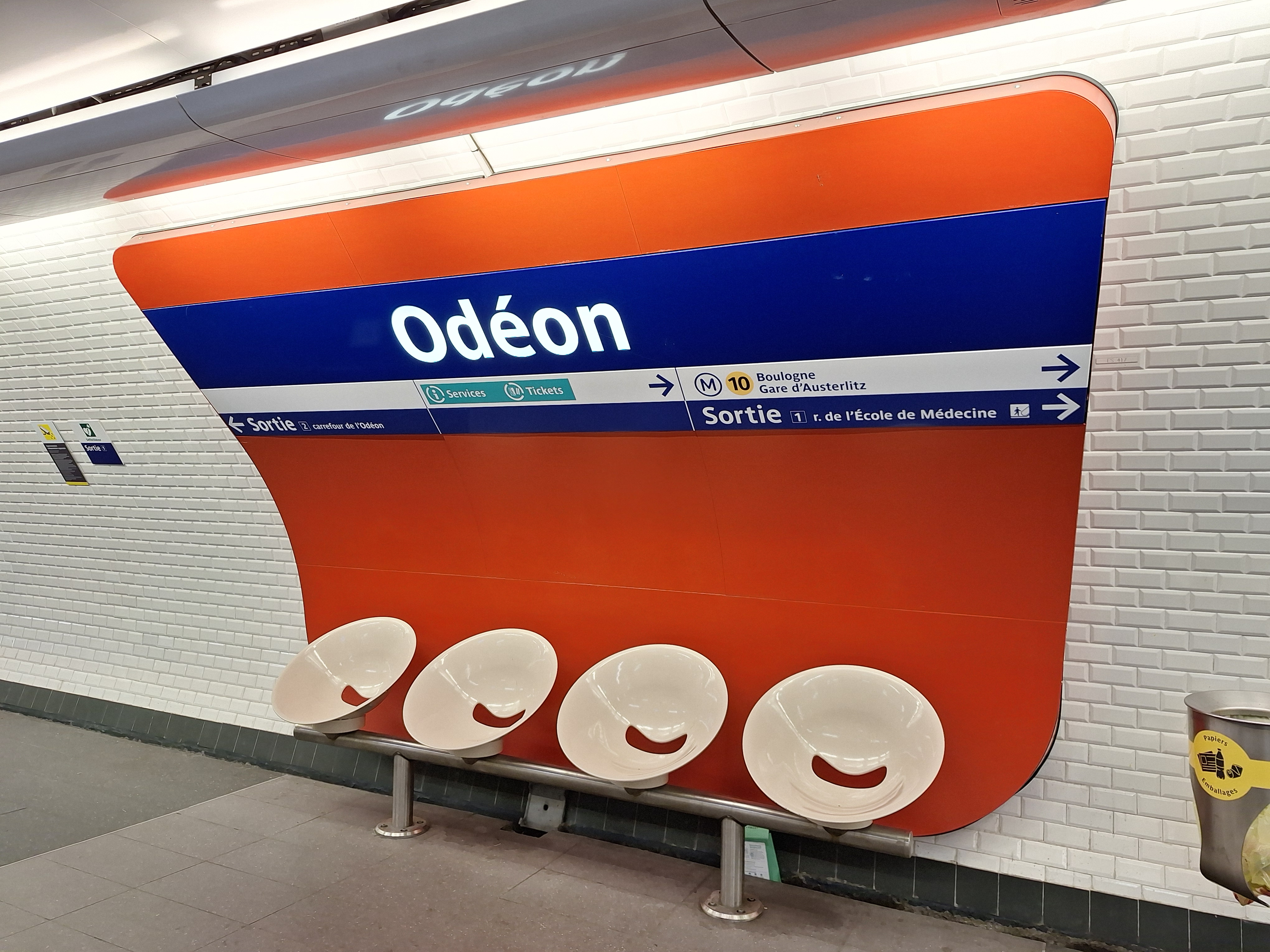
Espace d'attente intégrant le nom de la station.

Les quais de la ligne 10, établis en très légère courbe, sont décorés dans le style « Ouï-dire » : les bandeaux d'éclairage, ici de couleur jaune, sont supportés par des consoles courbes en forme de faux. L'éclairage direct est blanc tandis que l'éclairage indirect, projeté sur la voûte, est multicolore. Les carreaux en céramique blancs sont plats et recouvrent les piédroits, la voûte ainsi que les tympans. Les cadres publicitaires sont en céramique jaune de forme demi-cylindrique et le nom de la station est inscrit en police de caractères Parisine sur des plaques émaillées. Les sièges de style « Akiko » sont de couleur jaune également et remplacent depuis 2023 des assises « Motte » et banquettes « assis-debout » de même teinte.

Quais de la ligne 10
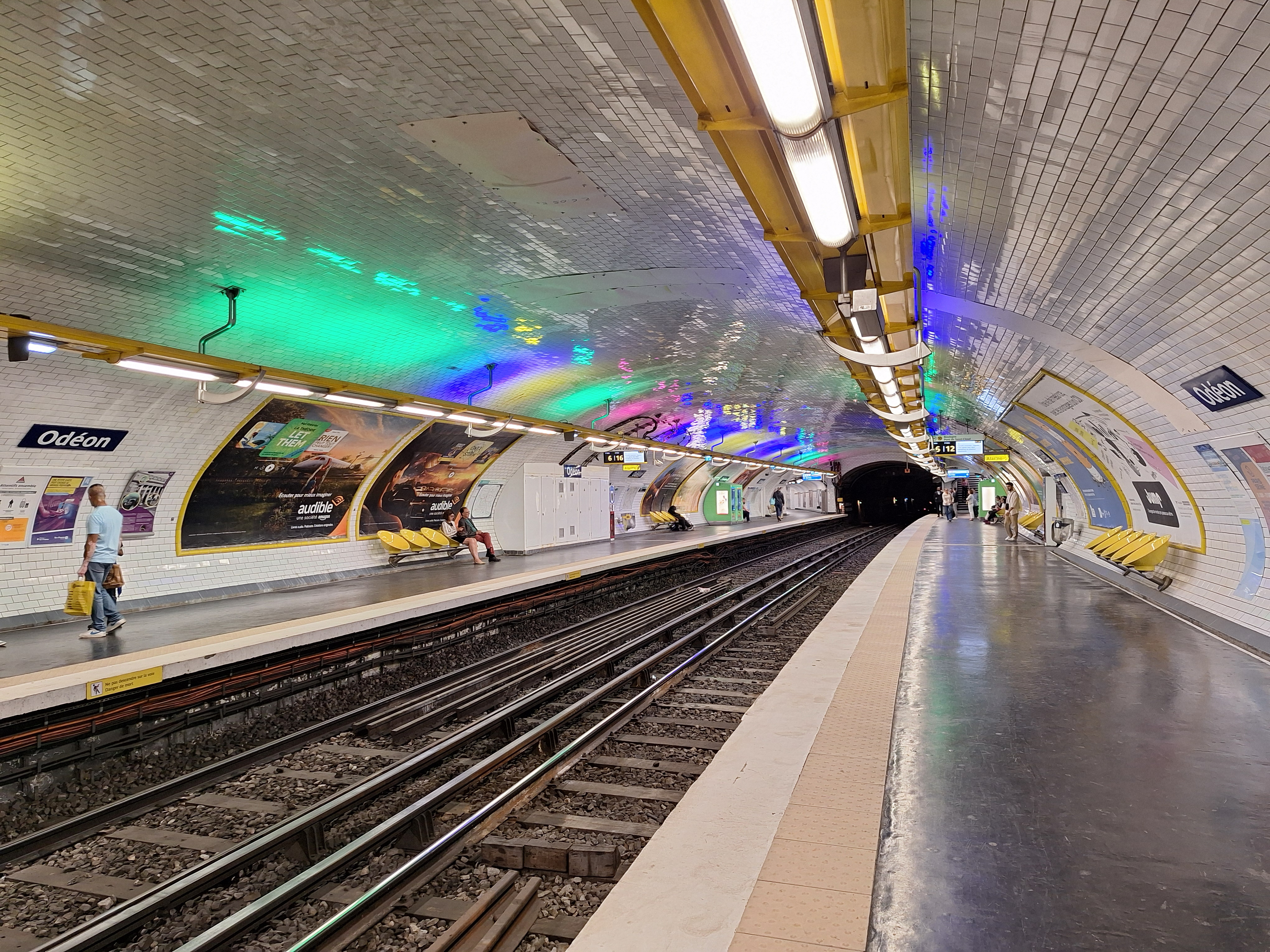
Les quais vus en direction de Boulogne - Pont de Saint-Cloud.
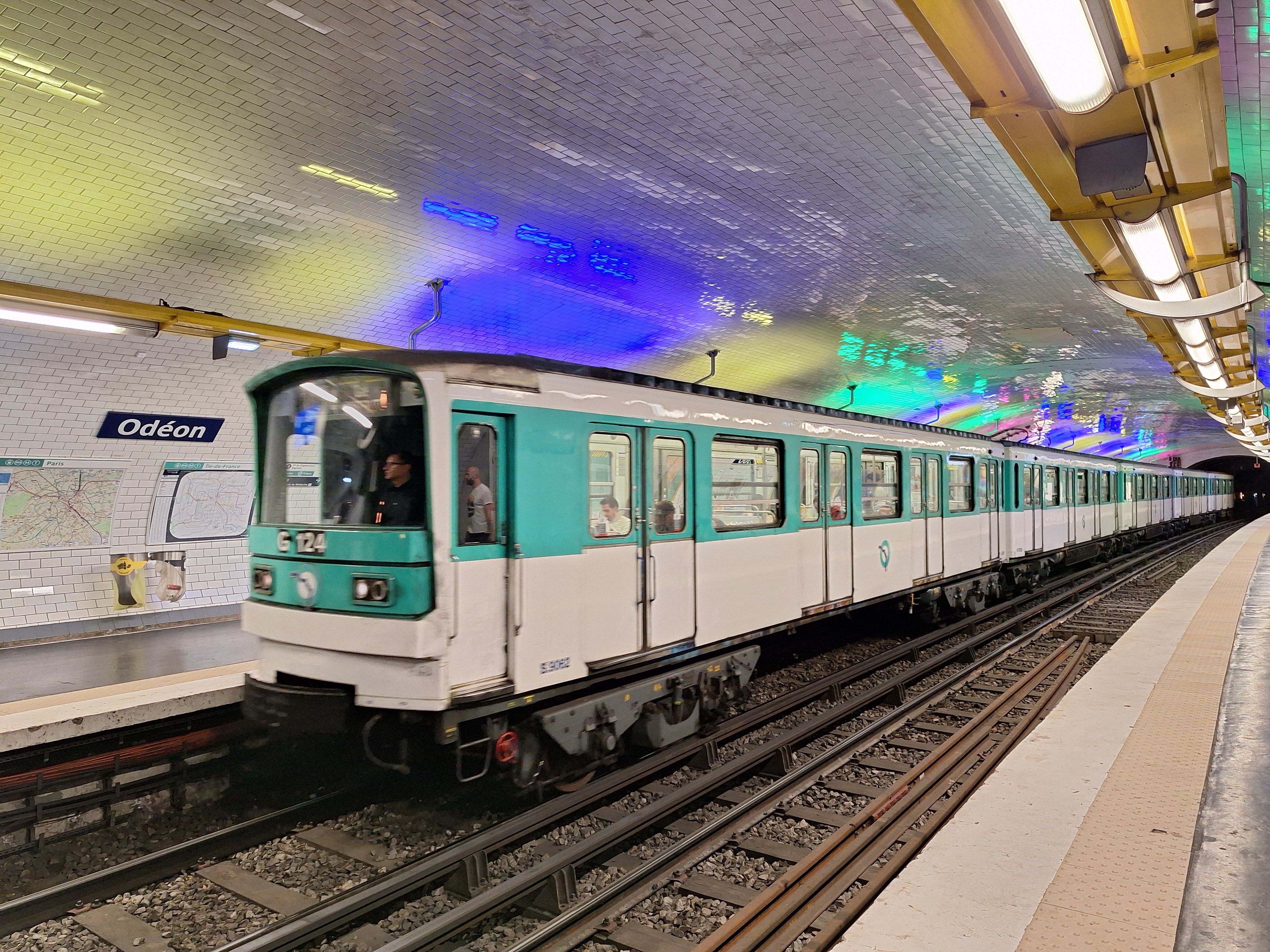
Arrivée d'une rame MF 67 en direction de Gare d'Austerlitz.
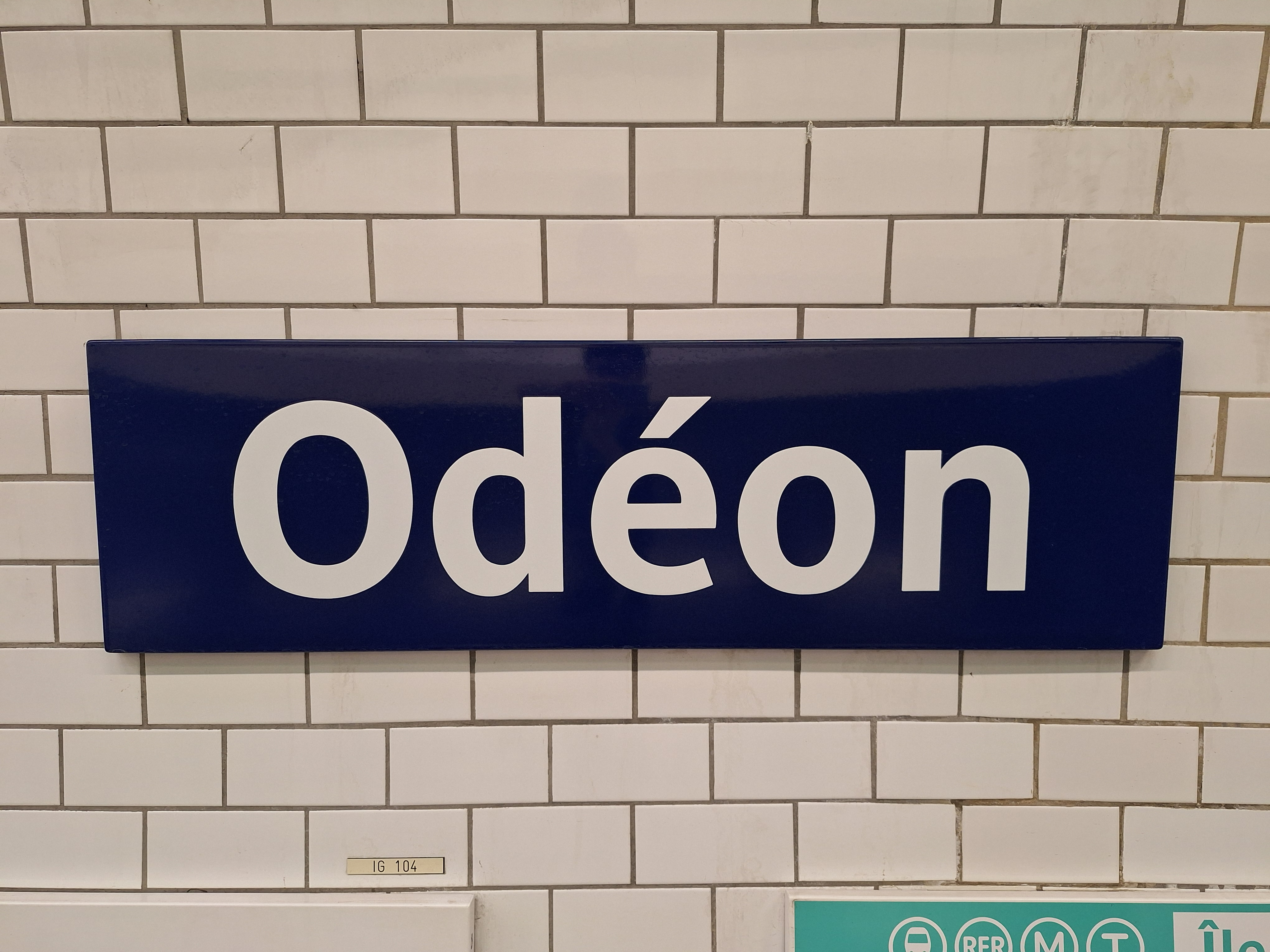
Plaque émaillée indiquant le nom de la station.

### Intermodalité
La station est desservie par les lignes 58, 63, 70, 86, 87 et 96 du réseau de bus RATP. En outre, elle est desservie la nuit par les lignes N12 et N13 du réseau de bus Noctilien.

## À proximité
- Quartier latin
- Université Paris-Cité (site principal sur le boulevard Saint-Germain)
- Bibliothèque interuniversitaire de santé (dite BIU Santé)
- Musée d'Histoire de la médecine
- MK2 Odéon (côté Saint-Germain)
- MK2 Odéon (côté Saint-Michel)
- Couvent des Cordeliers de Paris
- Nouvel Odéon
- Lycée Saint-Louis
- Théâtre de l'Odéon
- Palais du Luxembourg (siège du Sénat français)
- Jardin du Luxembourg